# ブヘラ・ベルクス反応
ブヘラ・ベルクス反応（Bucherer–Bergs reaction）は、カルボニル化合物（またはシアノヒドリン類）と炭酸アンモニウム、シアン化カリウムからヒダントイン類を合成する化学反応である。この反応はハンス・テオドール・ブヘラにちなんで命名された。